# マイアミ・バイス (映画)
『マイアミ・バイス』（Miami Vice）は、2006年のアメリカ映画。1984年から1989年にかけてアメリカ合衆国で放映されたテレビシリーズ『特捜刑事マイアミ・バイス』を劇場用映画としてリメイクした。
監督はマイケル・マン。テレビシリーズ時に、自ら脚本や製作総指揮などを担当していたことが監督起用となった理由とされている。 

## ストーリー
マイアミデイド警察特捜課（バイス）に所属しているソニー・クロケットとリカルド・タブスは、買春組織の潜入捜査中に情報屋アロンゾから緊急の電話を受ける。彼は家族が拉致されたと訴え、警察が自宅に向かうと彼の家族は既に殺害されていた。同じ頃、FBIの潜入捜査官3名がロシアンマフィアとの囮捜査中に惨殺される事件が起きていた。FBIとロシアンマフィアを仲介したのはアロンゾだったが、彼は「あいつらは知っていた」と言い残し自殺した。
合衆国司法機関の合同捜査の情報が漏洩していると判断したFBIのジョン・フジマは、未だ麻薬組織に面が割れていないクロケットとタブスを呼び出し、大物麻薬ディーラーと見られるホセ・イエロの組織に潜入するよう協力を要請する。
クロケットたちは運び屋のアジトを襲撃して密輸用のパワーボートを破壊し、ホセ・イエロという男に自分たちを紹介するよう情報屋ニコラスに脅しをかけた。
運び屋を失った麻薬組織は予想通り新しい運び屋との面会を望んできた。早速ポルトープランス(ハイチ)に飛んだ2人はイエロとの接触に成功するが、イエロは麻薬取引の単なる仲介人で、その背後にはFBIでさえ存在に気付かなかったモントーヤという黒幕がいることを突き止めた。モントーヤの指示によりコロンビアからマイアミへの麻薬密輸を成功させ組織の信用を得たクロケットとタブスは、次の仕事を引き受けて更なる潜入を試みる。
一方でクロケットはモントーヤの愛人であるイザベラに個人的に興味を持ち、彼女をパワーボートに乗せクルーズに誘い出す。イザベラの案内でキューバのハバナを訪れた2人だったが、互いに惹かれ合い愛し合ってしまうのだった•••。

## 出演
| 役名                               | 役柄                       | 俳優                           | 日本語吹替 | 日本語吹替   |
| 役名                               | 役柄                       | 俳優                           | ソフト版   | テレビ東京版 |
| ---------------------------------- | -------------------------- | ------------------------------ | ---------- | ------------ |
| ジェームズ・ソニー・クロケット     | マイアミ警察の刑事         | コリン・ファレル               | 松本保典   | 堀内賢雄     |
| リカルド・タブス                   | マイアミ警察の刑事         | ジェイミー・フォックス         | 天田益男   | 小山力也     |
| トゥルーディー・ジョプリン         | マイアミ警察の刑事         | ナオミ・ハリス                 | 高乃麗     | 岡本麻弥     |
| ジーナ・ナバーロ・カラブリーゼ     | マイアミ警察の刑事         | エリザベス・ロドリゲス         | 浅野まゆみ | 芝原チヤコ   |
| マイケル・スワイテク               | マイアミ警察の刑事         | ドメニク・ランバルドッツィ     | 山野井仁   | 三宅健太     |
| ラリー・ジート                     | マイアミ警察の刑事         | ジャスティン・セロー           |            | 阪口周平     |
| マーティン・キャステロ             | マイアミ警察の刑事・主任   | バリー・シャバカ・ヘンリー     | 楠見尚己   | 石田圭祐     |
| イザベラ                           | モントーヤの愛人           | コン・リー                     | 安藤麻吹   | 深見梨加     |
| ホセ・イエロ                       | モントーヤの仲介人         | ジョン・オーティス             | 村治学     | 家中宏       |
| アルカンヘル・ジーザス・モントーヤ | 大物麻薬ディーラー         | ルイス・トサル                 | 石塚運昇   | 磯部勉       |
| アロンゾ・スティーブンス           | 情報屋                     | ジョン・ホークス               |            |              |
| ニコラス                           | 情報屋                     | エディ・マーサン               |            | 鈴木勝美     |
| ジョン・フジマ                     | FBI捜査官                  | キアラン・ハインズ             | 牛山茂     | 菅生隆之     |
| アイヴァン                         | FBI捜査官                  | パシャ・D・リチニコフ          |            |              |
| コールマン                         | アーリアンブラザーズのボス | トム・トウルズ                 |            | 廣田行生     |
| アーリアンブラザーズのメンバー     | 起爆装置を持つ男           | フランキー・J・アリソン        | 山野井仁   | 宗矢樹頼     |
| アーリアンブラザーズのメンバー     | タブスに撃たれる男         | トニー・カラン                 |            | 小形満       |
| エル・ティブロン                   | イザベラのボディガード     | マリオ・エルネスト・サンチェス |            |              |

　テレビ東京版：初回放送2008年12月4日『木曜洋画劇場』
その他：青山穣、園部好德、笹森亜希、紗川じゅん

## 評価
レビュー・アグリゲーターのRotten Tomatoesでは224件のレビューで支持率は47%、平均点は5.70/10となった。Metacriticでは37件のレビューを基に加重平均値が66/100となった。

## 使用銃器
- ソニー：SIG SG552、SVインフィニティTIKI
- タブス：SIG P220R、ベネリM4スーパー90、S&W M442エアーウェイト、レミントンM870ソウドオフ、H&K HK69A1グレネードランチャー
- ジーナ：スプリングフィールドXD、H&K G36C
- ジート：オリンピックアームズOA-93
- スワイテク：FN TPSタクティカルポリスショットガン
- キャスティロ：M4A1カービン
- イザベラ：S&W P99
- イエロ：H&K HK91A3
- コールマン：H&K HK91A2

## 使用機材
- MTI（Marine Technology Inc.) 39RP[5]

潜入捜査用に貸与されているスピードボート。全長39フィートのカタマラン（双胴）艇に、575馬力のマーキュリーレーシング製エンジンを2基搭載、ブラボーショップ社製ギアボックス 通称B-Maxシステムを介して最高速度は時速190キロに達する。モデル名の39は全長を表し、RはRace、PはPresureの略である。
劇中に登場する39RPは、MTI社の40シリーズをベースにこの映画のために特別発注された。市販モデルとの大きな違いは撮影機材を取り付ける架台やケーブルなどが増設されている点である。ディレクターズカット版DVD(日本未発売）のオープニングで見られるレースシーンではキャノピーとエアインテークが取り付けられている。
撮影終了後はシルバー色に再塗装され、2008年にオークションのバレットジャクソンで売却された。全く異なるカラーリングになったが、舷側に描かれていたチームMOJOのロゴはデザインを変えながらも継承されている。
- Donzi Marin 38ZR

フロリダ沖の貨物船から麻薬を運ぶために使用するスピードボート。全長38.8フィート。8.2LのV型８気筒、525馬力のマーキュリー・マークルーザー製エンジンを２基搭載。最高速度は時速140キロ。
- アダム・エアクラフト・インダストリー A-500　Adam Aircraft Industries A-500

コロンビアからフロリダ半島への麻薬密輸に使用するユニークな形状の航空機。タブスの説明では機体が炭素繊維複合材のためレーダーに映りにくいとされる。テレビシリーズではパワーボートとフェラーリを華麗に操るソニー・クロケットの独壇場になりがちだったが、映画では相棒のリカルド・タブスにこの機体を操縦させて両者に花を持たせる形となった。
映画のロケ地であるドミニカ共和国へのフライトは同機にとっての初の国際便となった。ドミニカ共和国では同じ時期に「パイレーツ・オブ・カリビアン/デッドマンズ・チェスト」の撮影が行われており、双方に出演しているナオミ・ハリスはアメリカ本土との往来にこのA-500を使用したそうである。
映画に採用されることでアダム社は事業拡大の好機になると期待したが、結果的に7機が生産され納入数は5機にとどまった。同社は2008年に破産を申請し、トライトン・エアロスペース社に買収された。そのトライトン・エアロスペース社も後に廃業していると思われる。
- フェラーリF430スパイダー F1マチック

ソニー・クロケットといえばフェラーリ、テレビシリーズからの伝統である。潜入捜査用に警察から貸与されている車両でクロケットの私物ではない。高速道路でマフラーエンドから青い炎を排出するシーンは実走行により撮影されたもので、CGエフェクトやカスタマイズによる演出効果ではないとしている。

## 製作エピソード
- ハリケーン・カトリーナがアメリカを襲った際、マンは本作の撮影中だったが、ハリケーンの影響でセットに被害が出て当初の予定よりも製作費が膨れ上がり、2億ドルもかかってしまった。
- コリン・ファレルとジェイミー・フォックスが市街地を走行するシーンを撮影中、強風で高層ビルからガラスが剥がれ落ちフェラーリが損傷した。

- 撮影はフロリダ州マイアミの他、サント・ドミンゴ（ドミニカ共和国）、モンテビデオ（ウルグアイ）、シウダー・デル・エステ（パラグアイ）などで行なわれた。
- ジェイミー・フォックスは「Ray/レイ」で2004年のアカデミー主演男優賞を獲得したが、本作の撮影は既に始まっていたためコリン・ファレルよりも出演料が少なかった。フォックスはこの件について露骨に不満を表し、ドミニカ共和国への移動にはプライベートジェットを要求し、パワーボートや飛行機に乗る撮影を嫌がった。さらにクロケットとタブスの出番が均一になるようにフォックスの出演シーンが追加された。公開時期によってはエンドクレジットのジェイミー・フォックスとコリン・ファレルの順序が入れ替えられている地域もあった。
- マイケル・マンにこの映画化を提案したのはジェイミー・フォックスだった。フォックスはリカルド・タブスの役を演じることに非常に意欲的で、あまり乗り気でなかったマンを説得したという[9]。
- サント・ドミンゴ（ドミニカ共和国）の撮影現場のすぐ近くで発砲事件が発生した[10]。酒に酔った非番の警察官と撮影場所を警護するためドミニカ軍から派遣された警備員が口論を起こし、若い警備員が発砲した拳銃弾1発が脇腹に命中し負傷した。俳優や撮影クルーはホテルの3階にいたので被害はなかったが、報復を恐れたマイケル・マンらは直ちに撮影を終わらせ撤収した。

- 発砲事件のあとジェイミー・フォックスがアメリカ以外での撮影を拒否したため、ウルグアイで予定していたエンディングの撮影が出来なくなった。そのためマイケル・マンは映画のエンディングを大きく改変せざるを得なくなった[10]。

- テレビシリーズの主要メンバーの一人であるスタンリー”スタン”・スワイテクは、映画ではマイケル・スワイテクに変更された[2]。

- マイケル・マンはソニー・クロケットの役に誰が相応しいかドン・ジョンソンに相談したところ、コリン・ファレルを提案された。
- コリン・ファレルが口髭を生やしているのは役作りのためではなく、撮影が始まる頃にたまたま生やしていただけだった。衣装を合わせてみるとマイケル・マンも気に入りそのまま撮影に入ったという[11]。その後ファレルは「完成した作品を見て後悔した」とインタビューで告白した。

- マンはキャステロ主任の役をエドワード・ジェームズ・オルモスに相談したが断られた。
- ストーリーはテレビシリーズのシーズン1・第15話「運び屋のブルース」”Smuggler's Blues” をベースとしている。テレビシリーズで麻薬王カルデロンを演じたミゲル・ピニェロが脚本を書いた。
- テレビシリーズの「特捜刑事マイアミ・バイス」に出演した３人の俳優が本作にも出演している。

マリオ・エルネスト・サンチェス:イザベラのボディガード
シーズン1・16話「美少女売春!危ない復讐ゲーム」の某国の外交官、他4エピソード。
マーク・マコーレイ:オパロッカ空港の管制官
シーズン2・8話「二重スパイ抹殺指令!!暗躍・フロリダ国際諜報戦」のKGBスパイ、他2エピソード。
ジェイ・アモール:イエロのボディガード
シーズン2・19話「消えた300万ドル」 フランク・ザッパのスタント。

## ディレクターズカット
2008年に”Unrated Director's Edition”のDVDとブルーレイが発売された。合計26ヶ所の変更箇所があり、劇場版132分に対して139分に延長している。
大きく変わったところは、
- オープニングの約3分間のパワーボートレース。
- イエロと接触した直後、トルーディの元に謎の人物から花束が贈られ警戒する。
- クライマックスの銃撃戦のあと、セーフハウスに向かう車中でイザベラが抵抗しハイウェイで車がスピンする。

これら3箇所が追加されている点である。
その他はイザベラの母親の職業が通訳から外科医に替えられるなど、映画の進行には影響がないセリフや映像の変更等に留まっている。
日本では『マイアミ・バイス〔ディレクターズカット版〕』のタイトルでWOWOWで放送された。日本未発売ソフトのため、字幕付きで見られたのはこの放送のみである。